# Club Olimpia 1990
Questa voce raccoglie le informazioni riguardanti il Club Olimpia nelle competizioni ufficiali della stagione 1990.

## Stagione
In ambito nazionale l'Olimpia partecipa al campionato 1990: la prima fase lo vede raccogliere 10 punti in 11 gare, piazzandosi 8º su 12. La seconda fase è migliore, e la squadra raggiunge il 2º posto dietro al Cerro Porteño, con 13 punti. Nella terza fase viene dunque incluso nel gruppo B, composto da 6 formazioni: con 7 punti in 5 gare, si classifica al 1º posto e ottiene l'accesso alla 4ª fase. Dopo aver primeggiato anche nel gruppo A di questa parte del torneo, all'Olimpia è garantito l'accesso alle semifinali, dove viene eliminato dal Libertad. In campo internazionale la compagine paraguaiana ottiene due rilevanti successi: vince difatti la Coppa Libertadores e la Supercoppa Sudamericana. Inclusa nel girone 5, raggiunge il primo posto con 7 punti in 6 gare: dagli ottavi viene direttamente qualificata ai quarti, a causa della squalifica delle squadre colombiane dal gruppo 2. Ai quarti supera i cileni dell'Universidad Católica vincendo all'andata per 2-0 e pareggiando per 4-4 al ritorno; in semifinale si rendono necessari i tiri di rigore per avere la meglio sull'Atlético Nacional. La finale vede contrapposti Barcelona (Ecuador) e Olimpia: a fare la differenza è la vittoria paraguaiana all'andata (2-0) che permette ai bianco-neri di vincere il titolo. La Supercoppa Sudamericana inizia il 31 ottobre per l'Olimpia: la sconfitta per 3-0 con il River Plate viene ribaltata nella gara di ritorno, e ai tiri di rigore l'Olimpia vince e passa il turno. Ai quarti sconfigge il Racing Club e in semifinale il Peñarol. La finale contro il Nacional di Montevideo si tiene nel gennaio 1991: la vittoria in trasferta consente all'Olimpia di ottenere il trofeo. In Intercontinentale i bianconeri vengono sconfitti per 3-0 dal Milan.

## Maglie e sponsor
| Casa |

## Rosa
| N. |                     | Ruolo | Calciatore        |
| -- | ------------------- | ----- | ----------------- |
|    | Paraguay (bandiera) | P     | Ever Almeida      |
|    | Paraguay (bandiera) | P     | Jorge Battaglia   |
|    | Paraguay (bandiera) | P     | Julián Coronel    |
|    | Paraguay (bandiera) | D     | Celso Ayala       |
|    | Paraguay (bandiera) | D     | Virginio Cáceres  |
|    | Paraguay (bandiera) | D     | César Castro      |
|    | Paraguay (bandiera) | D     | Herib Chamas      |
|    | Paraguay (bandiera) | D     | Remigio Fernández |
|    | Paraguay (bandiera) | D     | Juan Ramírez      |
|    | Paraguay (bandiera) | D     | Mario Ramírez     |
|    | Paraguay (bandiera) | D     | Silvio Suárez     |
|    | Paraguay (bandiera) | C     | Fermín Balbuena   |
|    | Paraguay (bandiera) | C     | Jorge Guasch      |
|    | Paraguay (bandiera) | C     | Carlos Guirland   |

| N. |                     | Ruolo | Calciatore        |
| -- | ------------------- | ----- | ----------------- |
|    | Paraguay (bandiera) | C     | Adolfo Jara Heyn  |
|    | Paraguay (bandiera) | C     | Luis Monzón       |
|    | Paraguay (bandiera) | C     | Fidel Miño        |
|    | Brasile (bandiera)  | C     | Róbson            |
|    | Paraguay (bandiera) | C     | Vidal Sanabria    |
|    | Paraguay (bandiera) | C     | Daniel Santurio   |
|    | Paraguay (bandiera) | A     | Raúl Amarilla     |
|    | Paraguay (bandiera) | A     | Jorge Campos      |
|    | Paraguay (bandiera) | A     | Cristóbal Cubilla |
|    | Paraguay (bandiera) | A     | Gabriel González  |
|    | Paraguay (bandiera) | A     | Felipe Nery       |
|    | Paraguay (bandiera) | A     | Evaristo Portela  |
|    | Paraguay (bandiera) | A     | Adriano Samaniego |
|    | Paraguay (bandiera) | A     | Jorge Villalba    |

## Statistiche

### Statistiche di squadra
| Competizione            | Punti | Totale | Totale | Totale | Totale | Totale | Totale |
| Competizione            | Punti | G      | V      | N      | P      | Gf     | Gs     |
| ----------------------- | ----- | ------ | ------ | ------ | ------ | ------ | ------ |
| Campionato              | 30    | 36,25  | ?      | ?      | ?      | ?      | ?      |
| Libertadores            | 12    | 15     | 6      | 3      | 3      | 22     | 17     |
| Supercoppa Sudamericana | 8     | 9      | 4      | 2      | 2      | 19     | 9      |
| Totale                  | 50    | 50,25  | 10+    | 5+     | 5+     | 41     | 26     |